# John Lassbo
John Alvar Lassbo, född 4 september 1919 i Stora Skedvi församling, Kopparbergs län, död 13 februari 1999 i Vaksala församling, Uppsala län, var en svensk musikdirektör.
Lassbo, som var son till en hemmansägare, avlade organist- och kantorsexamen i Falun 1939, högre organistexamen 1942 och högre kantors- och musiklärarexamen vid Musikhögskolan i Stockholm 1945. Han blev kyrkomusiker i Nederkalix församling 1946, kyrkomusiker och kommunal musikledare i Hallstahammars församling 1948, kyrkomusiker i Mora församling 1952 och i Sandvikens församling från 1958. Han var sekreterare i Ärkestiftets kyrkomusikerförbund från 1966 och kassör i svenska sektionen av Internationale Heinrich Schütz-Gesellschaft. Han var även konsertmästare i Sandvikens orkesterförening/Sandvikens symfoniorkester.